# Wadi al-Sabua
Wadi al-Sabou (àrab: وادي السبوع, Wādī as-Subūʿ o وادي الأسود, Wādī al-Usūd) o Vall dels Lleons fou un lloc del sud d'Egipte, 140 km al sud-oest d'Assuan, on hi havia construït dos temples del temps de les dinasties XVIII i XIX.
Un d'aquestos temples es va traslladar per evitar ser cobert per les aigües del Llac Nasser. Es tracta del temple d'Amon (Amon-Re) construït per Ramsès II que va ser mogut a uns kilòmetres al nord-est a un lloc més elevat. L'altre temple, el d'Amenhotep III, va desaparèixer sota les aigües, si bé cinc esteles d'aquest temple són al Museu d'Assuan.
El temple d'Amenhotep III estava dedicat a Horus, i més tard a Amon. Ramsès II el va restaurar de les malmeses que havia patit anteriorment.
El temple de Ramsès II fou construït per presoners libis vers l'any 44 del seu regnat i fou dedicat a Amon. Per aspecte de les esfinxs, que conformen una avinguda d'accés, el lloc fou conegut com a Vall dels lleons. Una estàtua de Ramsès II i una esfinx d'ell mateix son a cada costat de l'entrada. Al centre dos esfinxs de cap humà. Pilars i decoracions apareixen a part del recinte amb escenes de deus i el faraó. La cambra de les ofrenes està abans del santuari principal que està flanquejat per dues capelles.
El temple fou adaptat pels cristians com església segles més tard i la figura del faraó fent l'ofrena a Horus fou canviada i es veu el faraó fent ofrena a sant Pere.